# Compacto deportivo

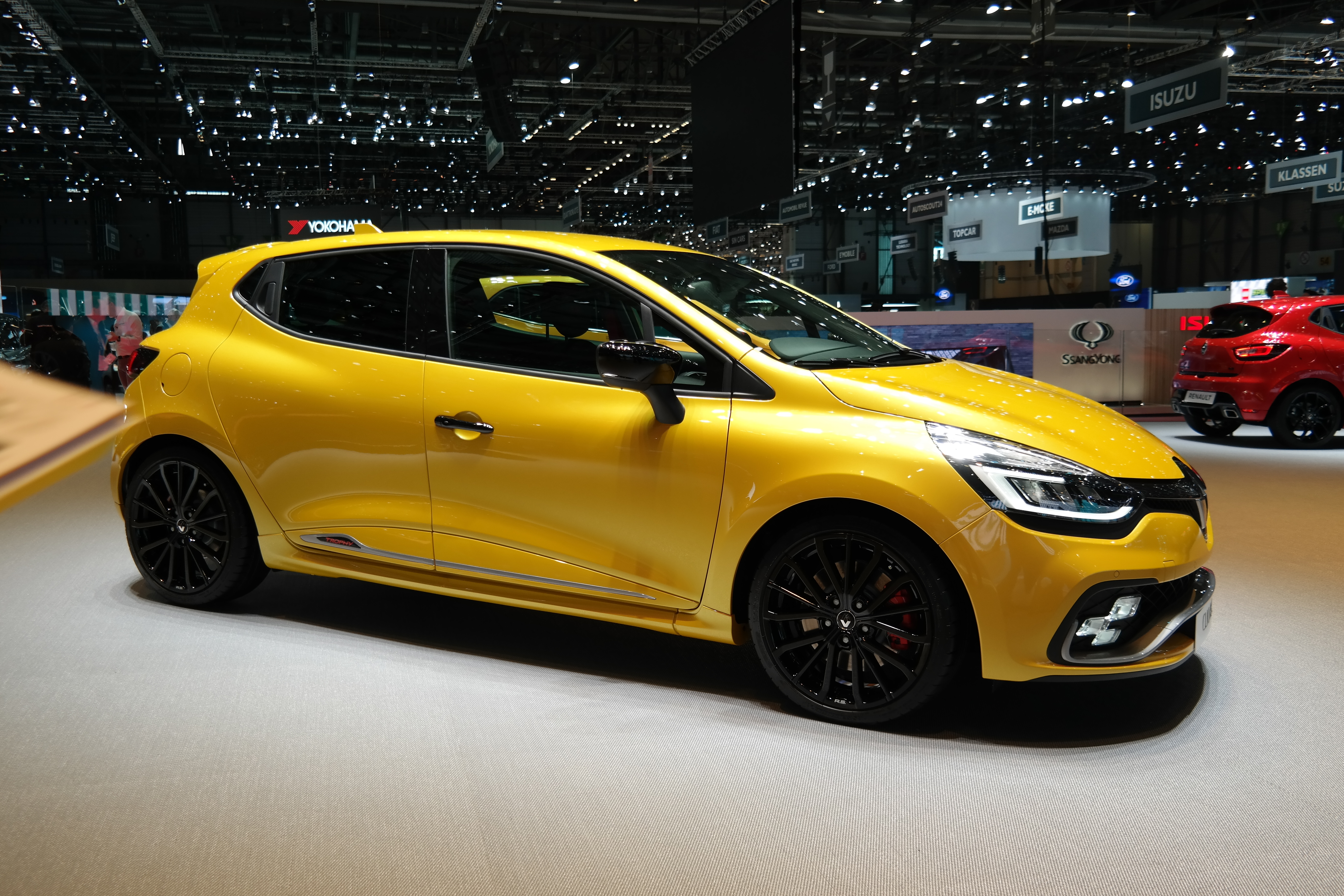
Renault Clio RS (2018).

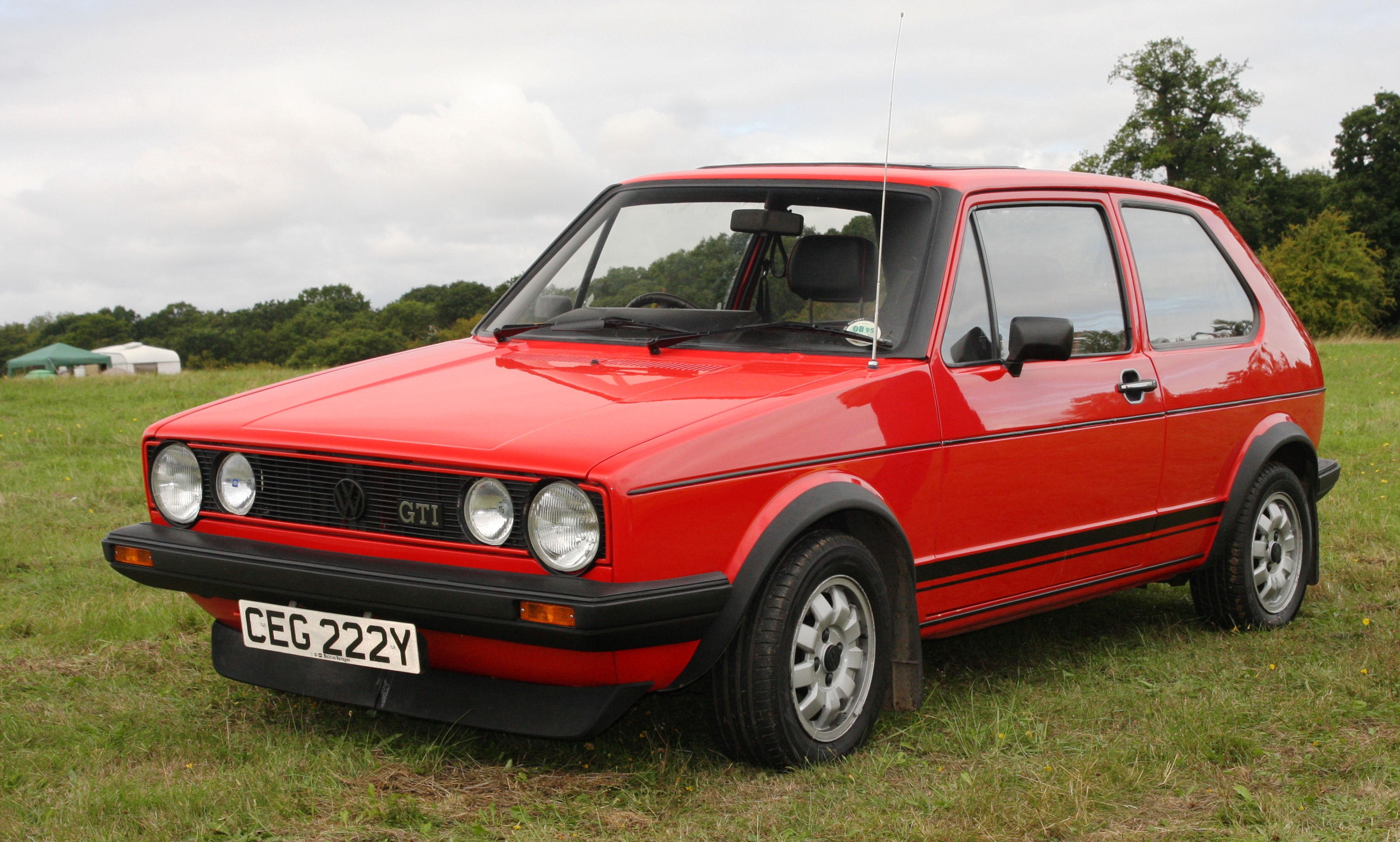
Volskwagen Golf GTI (1976 a 1983).

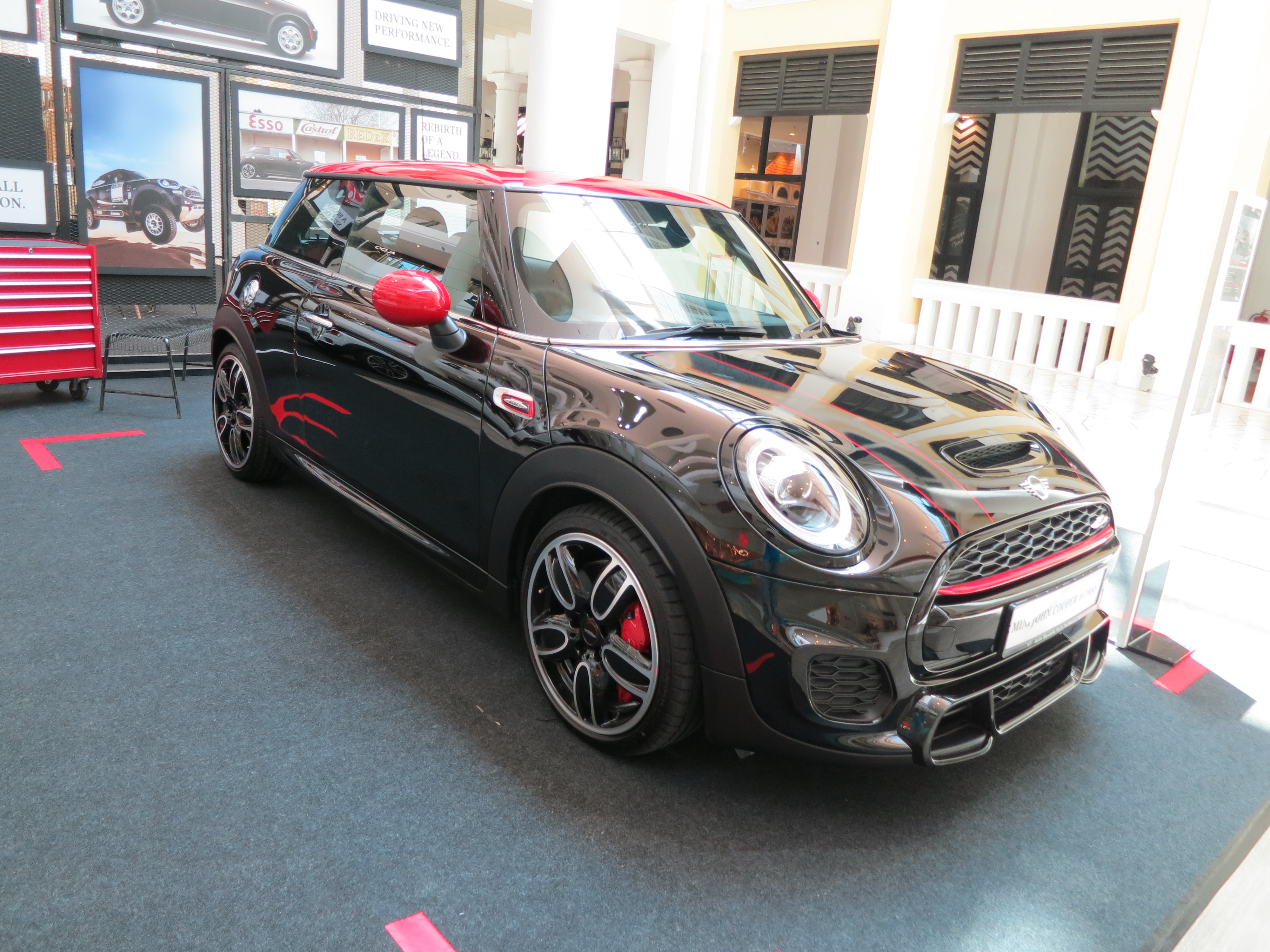
Mini John Cooper Works (F56) de 2019.

Un compacto deportivo (hot hatchback en inglés) es un vehículo compacto con preparación de alto rendimiento.
El término se originó a mediados de 1980; pero la producción de estos automóviles compactos de alto rendimiento se llevaba a cabo desde 1970.
Unos motores de gasolina delanteros y tracción delantera, el sistema de propulsión más común, aunque con el paso del tiempo, sobre 2010, empezaron a fabricarse con tracción en las cuatro ruedas. La mayoría de modelos de compactos deportivos se empezaron a fabricar en Europa o Asia.

## Origen del término
El nombre original fue «hot hatchback» y empezó a popularizarse en el Reino Unido en 1983, que se abrevió en 1984 como «hot hatch». El término apareció por primera vez en el The Times en 1985, y se aceptó de forma amplia y general. Se ha aplicado de forma retrospectiva a coches de finales de los 70, pero en aquella época el término no estaba popularizado.
Algunos deportivos tienen portón trasero (como el Porsche 928, Porsche Panamera, Reliant Scimitar GTE y el Ferrari FF), estos, a pesar de ser compactos, no se les suele llamar «compactos deportivos».
Debido a la rareza histórica del término en los Estados Unidos, este apenas se utilizó en América.
Desde los años 1990 y 2000, se utilizó el término «warm hatch», en lugar de «hot hatch», para referirse a modelos con un rendimiento intermedio, que no podían llegar a catalogarse como deportivos. Los ejemplos incluyen el Mini Cooper (que estaría por debajo del Mini Cooper S), Peugeot 207 GT (inferior al Peugeot 207 GTi), Suzuki Swift Sport /> y Toyota Yaris SR.

## Historia

### 1960 y 1970
El Mini Cooper de 1961 era uno de los primeros coches pequeños de alto rendimiento y motor delantero y tracción delantera, ambas características claves de estos modelos. Aun así, el Mini no fue fabricado en carrocería compacta deportiva hasta 2001, por lo que no se le considera como tal.
El primer vehículo de esta categoría fue el Simca 1100 Ti de 1973. Con una potencia con un aumento de 40 % a 82 CV (60 kW), logrando un 0 a 100 km/h en menos de 12 segundos y una velocidad punta superior a 169 km/h. Otras mejoras eran los frenos de disco delanteros, alerones traseros y ruedas de aleación.
El segundo vehículo que se categorizó así fue el Renault 5 Alpine (denominado Gordini en Reino Unido), el cual salió a la venta en mayo de 1976. Con una velocidad superior a 177 km/h y capaz de hacer un 0 a 100 km/h en menos de 10 segundos.
El que popularizó a nivel global los compactos deportivos fue el Volkswagen Golf GTI, el cual se anunció en el Salón del Automóvil de Fráncfort en 1975, lanzándose en julio de 1976. El Golf GTI se diseñó originalmente para venderse solo en la Alemania Federal, pero a partir de 1977 Volkswagen empezó a exportar el modelo GTI. No se fabricaron GTI con el volante a la derecha hasta 1979.
El Renault 5 Alpine y el Volkswagen Golf GTI, con un motor de más rendimiento, mejor maniobrabilidad, carrocería distintiva con espóileres adicionales y llantas de aleación, eso ayudó a originar el nacimiento de un gran mercado dedicado a vehículos compactos de alto rendimiento, como el Ford Capri 2.0, Lancia Beta cupé 2000 y Renault 17 TS. Con velocidades superiores a 177 km/h, los modelos Alpine y GTI lograron éxitos de ventas hasta 1980.
El Lotus Sunbeam de 1979 estableció un nuevo abanico de compactos deportivos, con una potencia de 150 CV y 0 a 100 en 6,6 segundos. Siendo considerado compacto a pesar de tener propulsión trasera.

### 1980

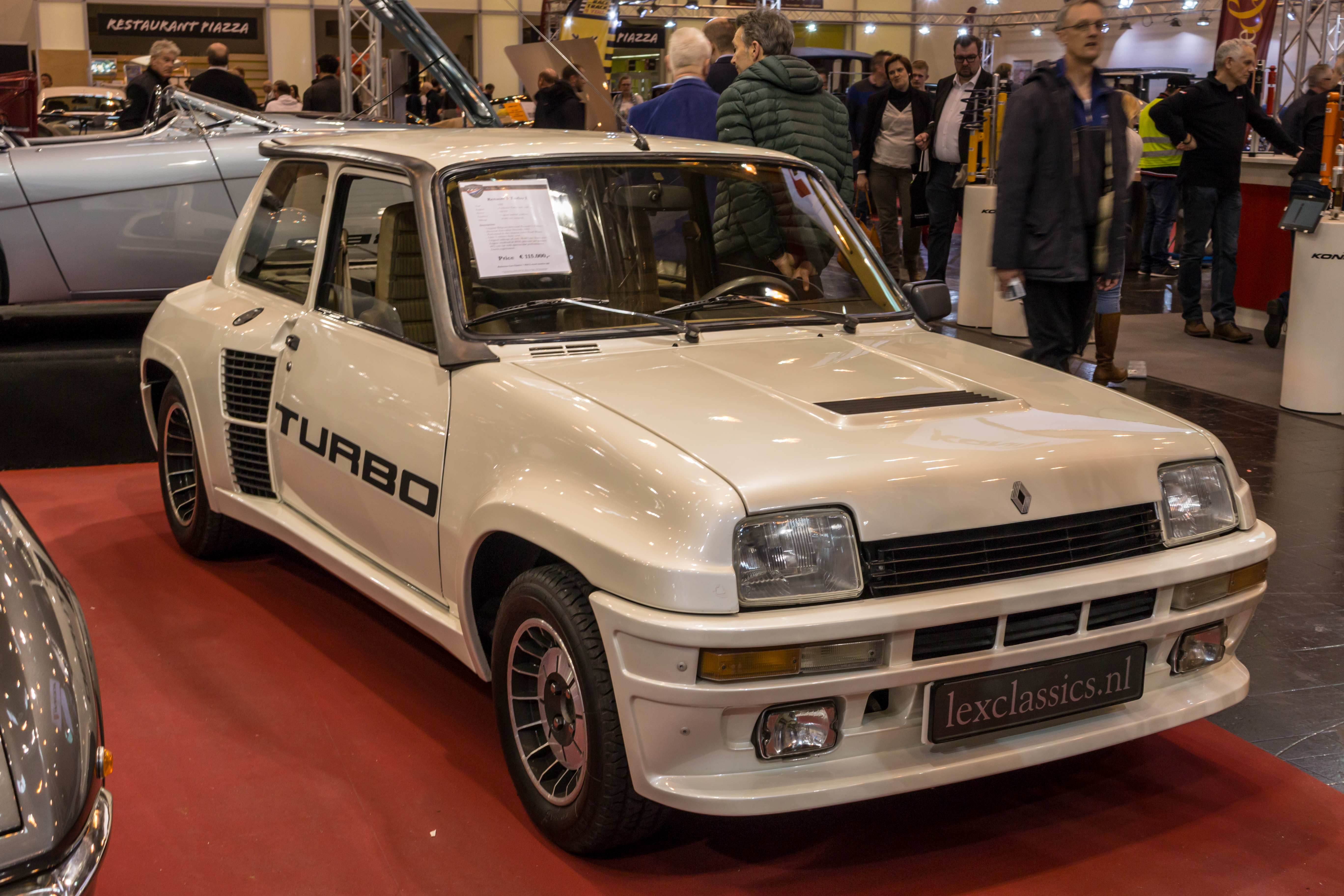
Renault 5 Turbo (1982).

Hasta principios de 1980, el Volkswagen Golf Mk1 GTI y el Renault 5 Alpine/Gordini se erigieron como reyes de la categoría en este segmento del mercado en la mayoría de mercados europeos.
En torno a 1984, el mercado de compactos más deportivos aumentó y muchos fabricantes crearon variantes de sus modelos aplicables a esta gama. Potenciaron sus carburadores (como el Ford Fiesta XR2), inyección de combustible (como el Peugeot 205 GTI), turbo (como Renault 5 GT Turbo), sobrealimentación (como el Volkswagen Polo II G40) o montaje de motores de mayor capacidad (como el 2.0 del Fiat Ritmo/Strada Abarth 130 TC). Otros compactos deportivos importantes de 1980 fueron el Ford Escort RS Turbo, Opel Kadett GTE (también llamado Vauxhall Astra GTE), Renault 11 Turbo, Lancia Delta HF Integrale (tracción integral a las cuatro ruedas), Citroën AX GT y Suzuki Swift GTi.
A finales de la década de 1980, esta categoría de automóviles deportivos compactos se popularizó en Europa, extendiéndose también al resto de mercados del mundo. Los rally de Grupo B llevaron al límite el desarrollo de los compactos deportivos y se fabricaron un pequeño número de variantes de ultraalto rendimiento para cumplir las normas de homologación de rally. Estos vehículos representaron un antes y un después en los compactos deportivos, destacando joyas como el Lancia Delta S4, MG Metro 6R4 y Peugeot 205 T16.

### 1990

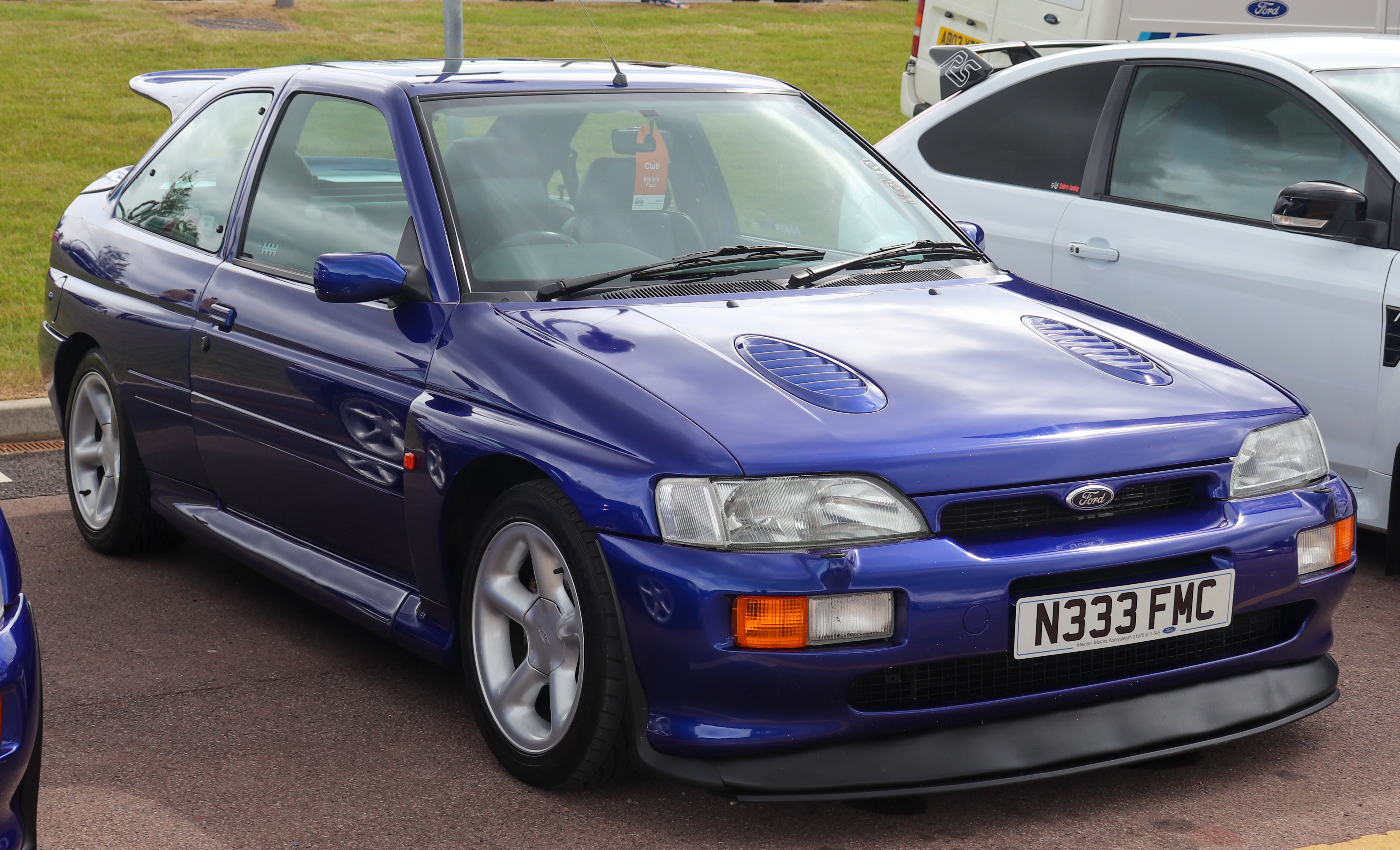
Ford Escort RS Cosworth (1992 a 1996).

Los fabricantes europeos continuaron con la producción de deportivos durante la década de 1990, incluyendo el Ford Fiesta RS Turbo, Ford Escolta RS Cosworth, Peugeot 106 Rallye / GTi, Peugeot 306 GTi-6 / Rallye, Renault Clio Williams, SEAT Ibiza GTi / GT 16v / Cupra, Volkswagen Golf GTI / VR6 y Ford Focus ST170.
Los fabricantes japoneses también empezaron a producir deportivos compactos, incluyendo el Honda Civic Type-R, Nissan Pulsar GTI-R, Toyota Corola GTi y Suzuki Swift GTi.

### 2000

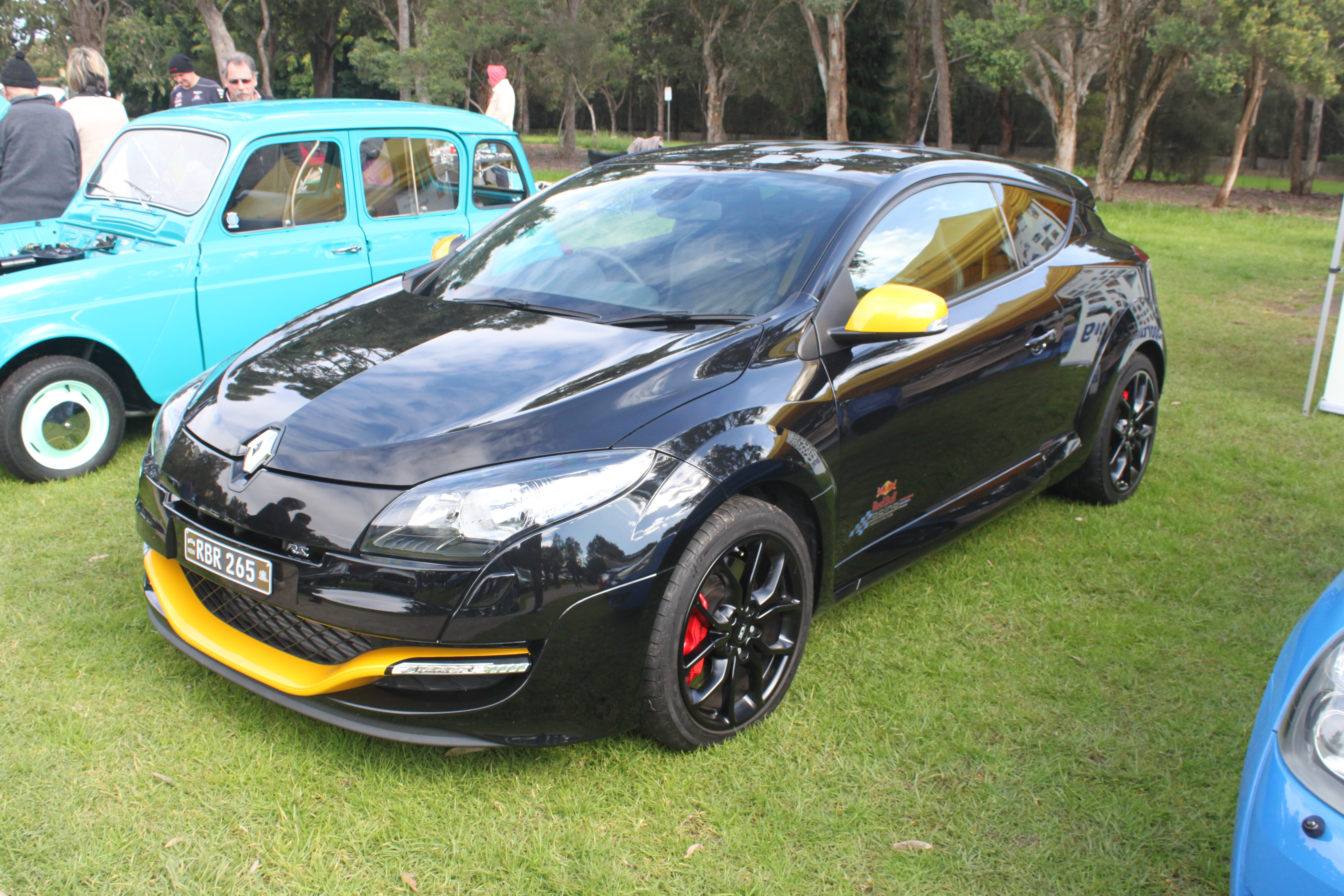
Renault Sport Mégane 265 edición Cup Red Bull cupé.

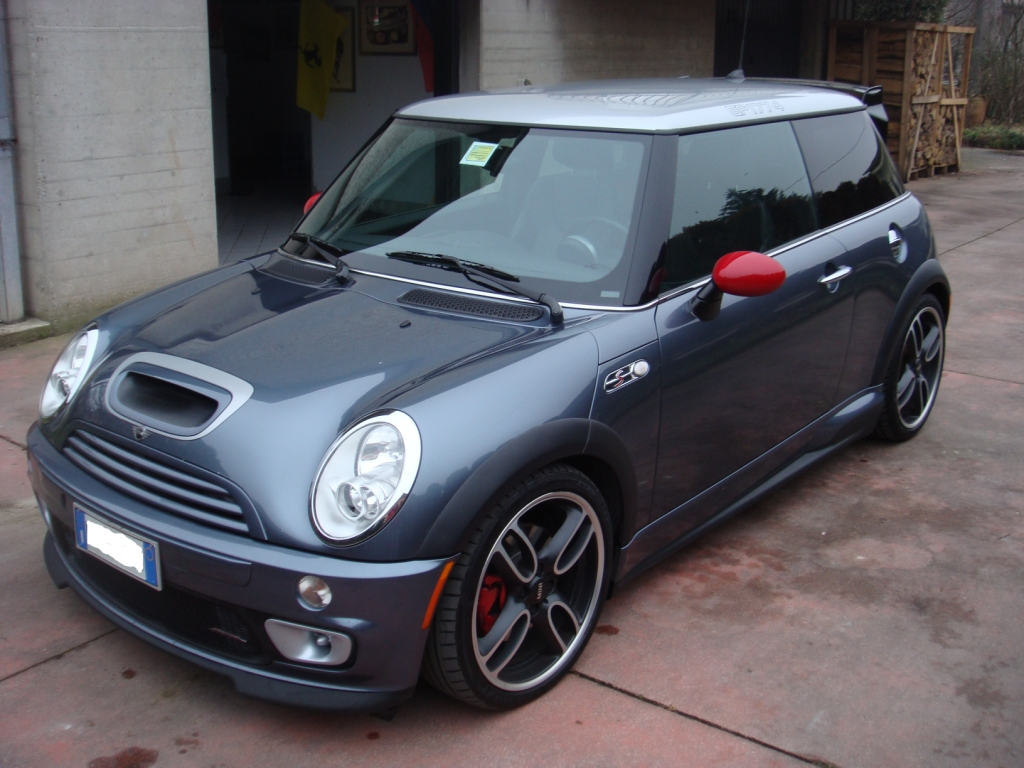
Mini Cooper S JCW, deportivo compacto del.

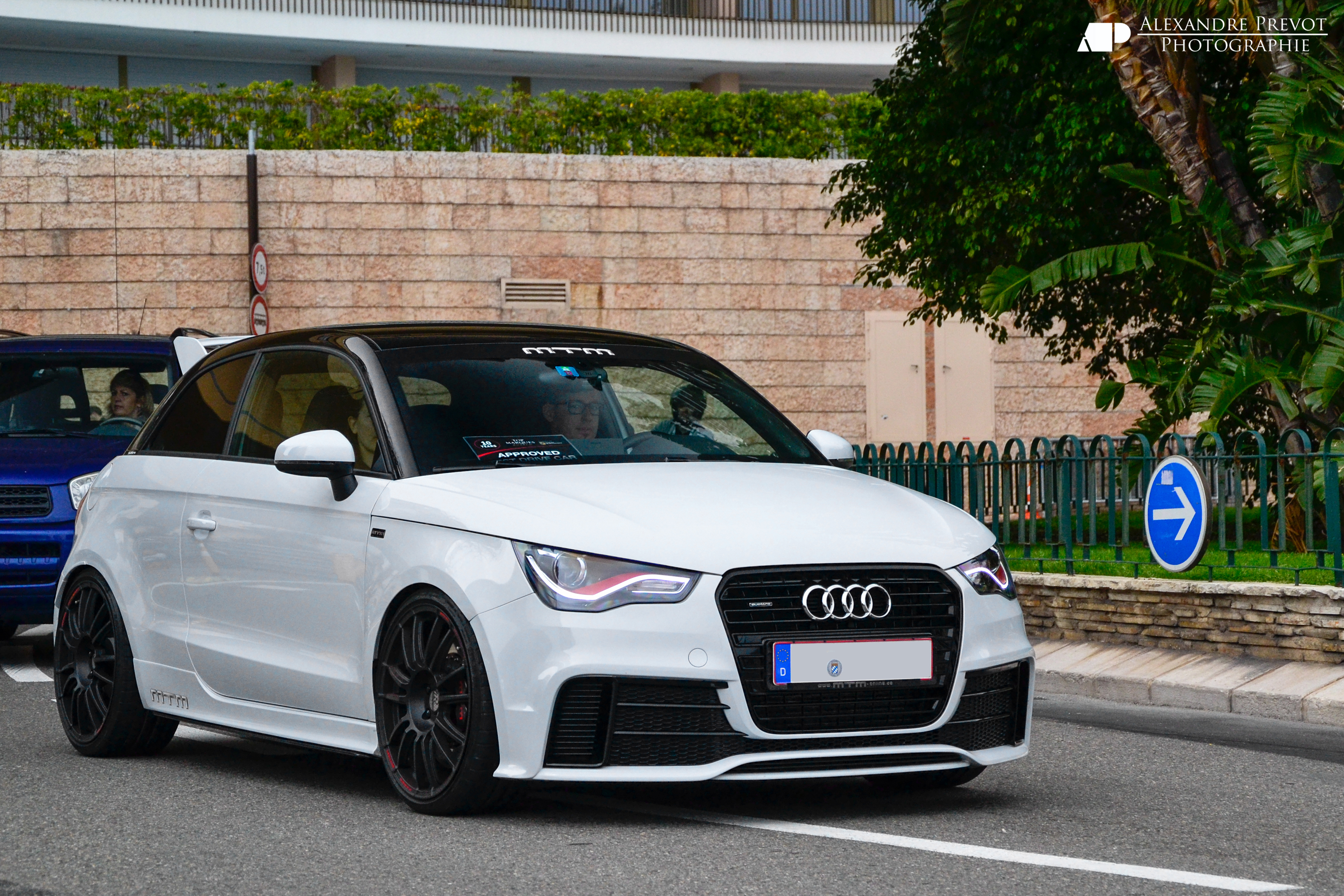
Audi A1 Quattro MTM, deportivo compacto de 2010.

El rendimiento de estos vehículos siguió aumentando durante la década de los 2000, creciendo el número de modelos que utilizaban motores con turbo. Durante la década de los 2000 los fabricantes empezaron a enfatizar las submarcas de sus vehículos derivados, como el Renault Sport (RS) de Renault, el Opel Performance Center (OPC) de Opel, VXR de Vauxhall y Abarth de Fiat.
Entre los compactos deportivos europeos de la década de los 2000, se incluyen:
Abarth Grande Punto, BMW Serie 1, Alfa Romeo 147/156 GTA, Audi S3,
Ford Fiesta ST/RS,
Ford Focus ST/RS,
Mazdaspeed 3,
MG ZR,
Mini Cooper S/JCW,
Opel/Vauxhall Astra SRi Turbo/OPC/VXR,
Peugeot 206 RC/207 GTi,
Renault Clio RS/Mégane RS,
SEAT León Cupra/FR+SEAT Ibiza Cupra/FR y
Volkswagen Golf GTI/Golf R. Entre los compactos deportivos asiáticos, destacaron el Honda Civic Type-R y el Proton Satria GTi.

### 2010
Los aumentos de potencia en los compactos deportivos de alto rendimiento llegaron a adoptar una tracción integral en las cuatro ruedas, empezando por el Volkswagen Golf R en diciembre de 2009.
Otro compacto de tracción total fue el Audi RS3 en 2011,
Mercedes-AMG A45 en 2013
y Ford Focus RS en 2015. Con estos modelos expandiendo la definición del compacto deportivo tracción delantera a un tracción total, surgió el hatchback del Subaru Impreza WRX/STI, que ya se había fabricado años antes, pero como berlina, en lugar de compacto. Aun así, el WRX/STI siempre se ha considerado una berlina compacta (rival del Mitsubishi Lancer Evolution), más que un compacto deportivo.
La mayoría de compactos han mantenido su configuración tradicional de motor delantero y tracción delantera, con resultados de hasta 270 CV (199 kW)
y el Ford Focus RS 500 de hasta 257 kW (349 CV).
El BMW M135i/M140i es un ejemplo raro de compacto de propulsión trasera.
Otro desarrollo técnico para compactos deportivos que comenzó a partir de 2010 fue el uso cada vez más común de cajas de cambios de doble embrague.

## Asia
Entre los compactos deportivos japoneses destacan Honda City Turbo de 1982, Isuzu Piazza XS Turbo de 1984, Suzuki Cultus GTi de 1986, Toyota Corola AE92 GTi de 1988, Daihatsu Charade GTti de 1989, Mitsubishi Mirage Cyborg R de 1992, Nissan Pulsar GTI-R de 1994, Honda Civic Type-R de 1997, Mazdaspeed3 de 2007, Subaru Impreza WRX STI hatchback de 2008, Suzuki Swift Sport de 2017 y Toyota GR Yaris de 2020.
Los fabricantes surcoreanos empezaron a fabricar compactos deportivos en 2013 con el Kia ProCee'd GT. Hyundai tuvo como primer compacto deportivo el i30 N en 2017 y fue galardonado como «Mejor deportivo compacto de 2018» en Reino Unido.

## América del Norte
Este tipo de vehículo no fue muy popular en los Estados Unidos, por lo que no son comunes en dicho país.
En los 80, Ford empezó a fabricar compactos deportivos en Estados Unidos, como el Escort GTen 1983 (y su gemelo el Mercury Lynx XR3),
Chrysler tuvo el Dodge Omni GLH de 1984 y el
Shelby GLHS de 1986.
General Motors fabricó el Chevrolet Cavalier Z24 y
Pontiac Sunbird GT en 1986
y Buick Skyhawk en 1987, aunque objetivamente estos se considerarían más como compactos cupé, en lugar de compactos utilitarios.
Algunos compactos deportivos más recientes de origen norteamericano son el Ford Focus SVTde 2002,
Dodge Caliber SRT-4 de 2008 y
Ford Focus RS de 2016.